# アミノインデックス
アミノインデックス（AminoIndex）とは、血液中のアミノ酸濃度を測定することで、健康状態や病気の可能性を明らかにする技術を活用した解析技法である。
人間の身体の血液中のアミノ酸バランスは常にほぼ一定になるようにコントロールされており、アミノ酸は身体の中でさまざまな新陳代謝のネットワークを作っている。しかし病気になると、多くの場合代謝のバランスが変化し血液中のアミノ酸濃度が変動することが分かっている。この点に着目し、血液中のアミノ酸濃度を測定することで健康状態や病気の可能性を明らかにする技術を活用した解析サービスがアミノインデックスである。現在、この「アミノインデックス技術」を活用した様々な取り組みが進んでおり、「がん」であるリスクを測定できるAICS（アミノインデックスがんリスクスクリーニング）という検査が開発されている。

## AICSの受診が可能な医療機関
全国で受診可能な医療機関は臨床アミノ酸研究会HP内AICSを導入している医療機関一覧参照